# ديوس

ديوس Dyḗus (الترجمة الحرفية «إله سماء النهار»)، أو ديوس بيتر Dyḗus ph₂tḗr (الترجمة الحرفية «أبونا إله سماء النهار») هو الاسم المعاد بناؤه لإله سماء النهار في الأساطير الهندية الأوروبية البدائية. كان ديوس السماء المشرقة للنهار المصوّر ككيان إلهي وكمقر للآلهة، الدايوّس. ارتبط بالسماء النهارية الشاسعة وبالأمطار الوفيرة، واقترن ديوس غالبًا مع ديغوم (Dhéǵhōm)، الأرض الأم، في علاقة اتحاد وتباين.
لا تشهد المواد الأثرية أو المكتوبة مباشرةً على وجوده، ولكن، يعتبر العلماء ديوس الإله المعاد بناؤه الأكثر دقة في مجمع الآلهة الهندو أوروبي، ويمكن العثور على صيغ متطابقة تشير إليه باللغات الهندية الأوروبية وأساطير الفيديين الهندو آريين، واللاتينيين، واليونانيين، والفريجيين، والتراقيين، والإيليريين، والألبان والحثيين اللاحقة.

## الدور
كان ديوس السماء أو النهار المصوّر ككيان إلهي، ومن ثم كمسكن الآلهة، الجنة. وباعتباره بوابة للآلهة ووالد التوأم الإلهي وإلهة الفجر هاوسوس (Hausōs)، كان ديوس إلهًا بارزًا في مجمع الآلهة الهندو أوروبي البدائي. ولكن، يُرجح أنه لم يكن حاكمهم أو صاحب السلطة العليا مثل زيوس وجوبيتر. 
ارتبط ديوس بالسماء الساطعة والواسعة، وارتبط أيضًا بالطقس الغائم في الصيغ الفيدية واليونانية، إذ أشار ديوس إلى المطر. رغم أن الانعكاسات الأكثر شهرة لديوس هي آلهة العواصف، مثل زيوس وجوبيتر، يُعتقد أن هذا تطور متأخر اقتصر على التقاليد المتوسطية، واستُمد على الأغلب من التوفيق بين الآلهة الكنعانية والإله الهندو أوروبي البدائي بيركونوس. 
نظرًا إلى طبيعته السماوية، يوصف ديوس غالبًا بأنه «يرى كل شيء» أو «ذو رؤية واسعة» في الأساطير الهندية الأوروبية. ولكن من غير المرجح أن يكون مسؤولًا عن الإشراف على العدالة والاستقامة، مثل زيوس أو الثنائي الهندي الإيراني ميثرا فارونا، ولكنه كان مناسبًا ليكون شاهدًا على الأقل على العهود والمعاهدات. تُصوّر الأساطير الهندو أوروبية البدائية الشمس أيضًا على أنها «مصباح ديوس» أو «عين ديوس»، كما يُلاحظ في الانعكاسات المختلفة: «مصباح الإله» في ميدس ليوربيديس، و«شمعة السماء» في ملحمة بيوولف، وأرض شعلة هاتي «(إلهة الشمس لمعبد أرينا) في صلاة الحيثيين، وهيليوس عين زيوس، وهفاري خاشيتا عين أهورامزدا، والشمس «عين الإله» في الفولكلور الروماني.

### الزوجة
يقترن ديوس غالبًا مع ديغوم Dʰéǵʰōm، إلهة الأرض، ويُوصف بأنه متحد معها لضمان نمو الحياة الأرضية ودعمها؛ إذ تصبح الأرض حاملًا عند تساقط المطر من السماء. تُعد العلاقة بين السماء الأب (*Dyēus Ph₂tḗr) والأرض الأم (*Dʰéǵʰōm Méhₐtēr) متناقضة أيضًا: تُصور الأخيرة على أنها المسكن الواسع والمظلم للبشر، التي تقع تحت المقعد المشرق للآلهة. وفقًا لجاكسون، نظرًا إلى أن إله الرعد ارتبط غالبًا بالأمطار الغزيرة، فقد يكون شريكًا ملائمًا أكثر لبيركونوس من ديوس.